# 스포츠의 날 (일본)

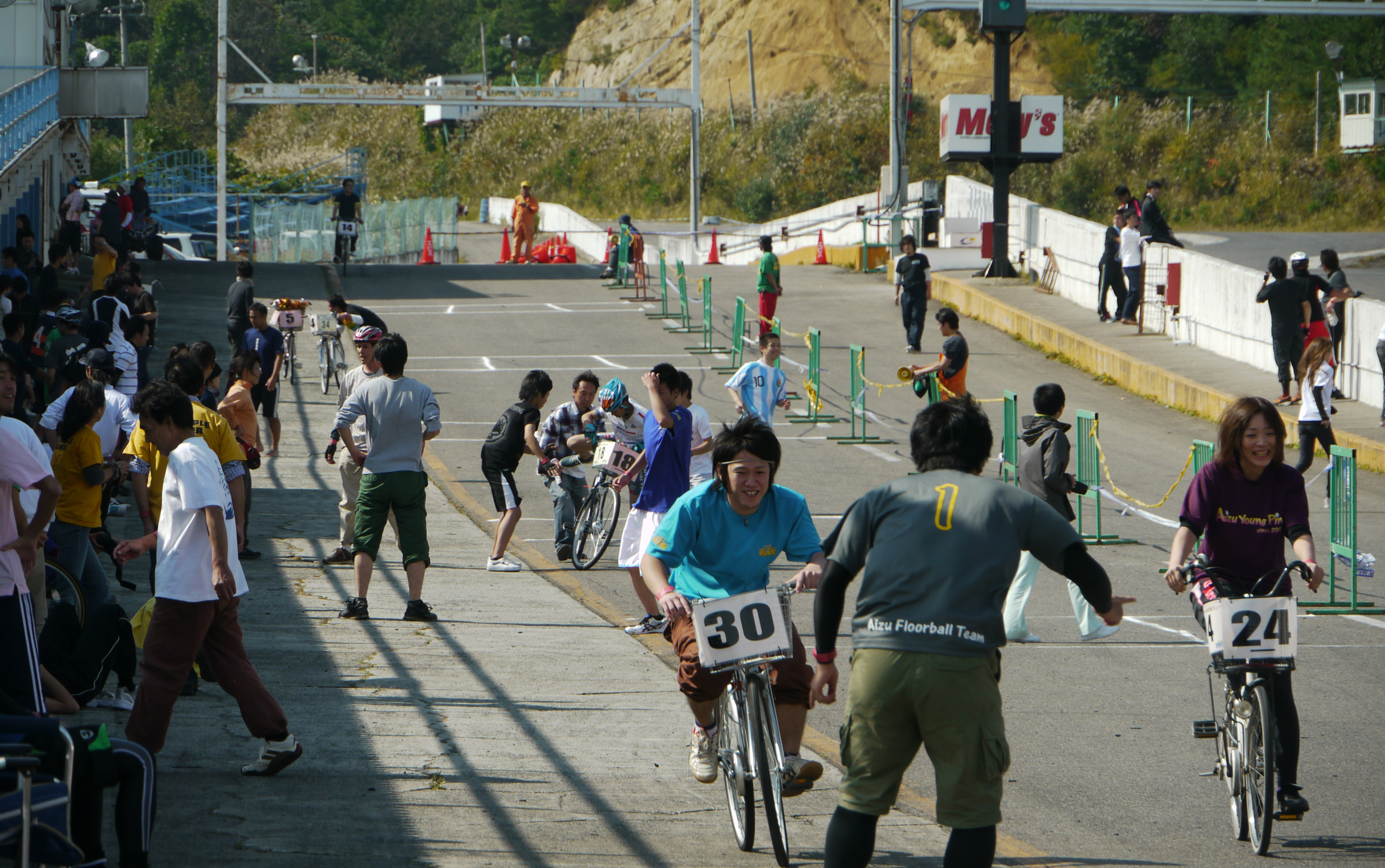

스포츠의 날(일본어: スポーツの日)은 일본 국민의 체육에 대한 의식을 북돋우고 체력을 향상시키며 올림픽의 이상을 실현하기 위하여 지정한 일본 기념일이다.

## 개요
일본 도쿄에서 개최된 1964년 하계 올림픽을 기념하며 제정된 공휴일로, 올림픽이 개막한 날짜인 10월 10일로 1966년부터 정했으나, 2000년에 해피 먼데이 제도를 적용하면서 둘째 주 월요일로 바뀌게 되었다. 일본의 공휴일법에 의하면 "스포츠를 통해 건강한 심신을" 이라고 되어 있다. 이날 많은 곳에서는 체육 시설을 개방하기도 하며, 각종 오락대회를 실시한다. 학교 입장에서 체육의 날 연휴는 가을방학이 되기도 한다.
제정 당시에는 체육의 날이었다가 2020년에 지금의 이름으로 바뀌었다.

## 날짜

### 개정 공휴일법 이전
1966년부터 1999년까지
- 일요일: 1971년, 1976년, 1982년, 1993년, 1999년
- 월요일: 1966년, 1977년, 1983년, 1988년, 1994년
- 화요일: 1967년, 1972년, 1978년, 1989년, 1995년
- 수요일: 1973년, 1979년, 1984년, 1990년
- 목요일: 1968년, 1974년, 1985년, 1991년, 1996년
- 금요일: 1969년, 1975년, 1980년, 1986년, 1997년
- 토요일: 1970년, 1981년, 1987년, 1992년, 1998년

### 개정 공휴일법 이후
2000년부터 2050년까지 (괄호 안은 예정)
- 7월 24일: 2020년[1]

- 10월 8일: 2001년, 2007년, 2012년, 2018년(2029년, 2035년, 2040년, 2046년)
- 10월 9일: 2000년, 2006년, 2017년 (2023년, 2028년, 2034년, 2045년)
- 10월 10일: 2005년, 2011년, 2016년 (2022년, 2033년, 2039년, 2044년, 2050년)
- 10월 11일: 2004년, 2010년 (2021년, 2027년, 2032년, 2038년, 2049년)
- 10월 12일: 2009년, 2015년 (2026년, 2037년, 2043년, 2048년)
- 10월 13일: 2003년, 2008년, 2014년 (2025년, 2031년, 2036년, 2042년)
- 10월 14일: 2002년, 2013년 (2019년, 2024년, 2030년, 2041년, 2047년)

## 11월 이동
2007년 5월, 체육의 날을 11월 1일로 옮기고, 근로감사의 날을 11월 5일로 옮겨서, 11월 3일의 문화의 날과 함께 대형 연휴를 만든다고 여당 내에서 보도된 적이 있다.